# はるかぜ戦隊Vフォース
『はるかぜ戦隊Vフォース』（はるかぜせんたいブイフォース）は、1996年11月15日にビングから発売されたPlayStation用ゲームソフト。
クォータービュー形式の戦略シミュレーションゲーム。ステージごとのストーリー部分にアニメムービーが挿入される。ナレーションは堀内賢雄。

## ストーリー
古代金星の民、エル・ドラルは発達した科学力によって栄華を極めていた。しかし、権力に取りつかれた環境管理機関ゴア・デルと、政府の間の確執が内戦を勃発させてしまう。戦いの末、人々の一部は地球へ、ゴア・デルは外宇宙へとそれぞれ脱出した。それから2000年以上過ぎた、西暦2023年、地球は宇宙よりの侵略者、ゴア・デルの末裔、バスクキール帝国軍の攻撃を受けていた。これに対し金星民族の子孫である地球連邦軍は、最新鋭戦闘機レグルスを駆る4人のパイロット候補生で航空隊ブルーマリンズを結成し、これに立ち向かう。

## 登場人物

### 地球連邦

#### ブルーマリンズ
葵奈月（あおい・なつき）
声 - 白鳥由里
15歳。2008年5月5日生まれ。身長153cm、体重45kg。
主人公。葵三姉妹の末妹。中学3年生だが既に軍属しており、パイロットとしての潜在能力は第一線で戦う男性兵を上回る。対空能力に優れ、反応速度の成長が著しい。無邪気でおおらかな、細かい事に拘らない明るい性格。趣味はUFOキャッチャー、ショッピング。
葵美月（あおい・みつき）
声 - 今井由香
17歳。2006年8月15日生まれ。身長160cm、体重48kg。
三姉妹の次女。高校3年生にしてパイロット。操縦技術と対地能力に秀でている。活発で行動的。男勝りな口調だが、寂しがり屋な一面もある。物事を楽観的に考えがち。趣味はスポーツ全般。
葵華月（あおい・かげつ）
声 - 天野由梨
20歳。2003年11月3日生まれ。身長165cm、体重47kg。
三姉妹の長女。大学2年生にして海軍准尉。冷静沈着で高い判断力を有しているが、そそっかしい部分もある。パイロットとしては集中力が高く、バランスに長けている。趣味はカラオケ、釣り。
織田雪菜（おだ・ゆきな）
声 - 矢島晶子
15歳。2008年3月3日生まれ。身長154cm、体重43kg。
奈月の幼馴染みでもあるライバル。織田電器産業エレン会長の養女。目立ちたがり屋でプライドが高く、何かと奈月と張り合う。喜怒哀楽がはっきりしており、思い込みが激しい。困った人を見捨てられない姉御肌な面もある。対艦能力は4人の中でもトップクラス。趣味は機械いじり。

#### 他の地球連邦軍人
中本数魔
声 - 三木眞一郎
華月の恋人。巨大複合企業グラスターズの総帥。対異星文明プロジェクトの総指揮者でもある。
阿部久美子
声 - 水谷優子
吉崎えり子
声 - 小西寛子
16歳。高校2年生にして、美月に目をかけられている訓練生。航空管制官として指令センターに勤務。直感が鋭く、奈月からは正規要員よりも頼りにされている。
日咲和泉
声 - 岡野浩介
金星基地VRSの航空隊師団長。代々パイロットの家系に生まれ、物心がついた時からコクピットに入っていた。士官学校卒業後、激戦区を転戦するZAXのエースとなる。
佐々木芳樹
声 - 中村秀利
訓練艦隊ブルーマリンズが所属する航空母艦シリウスの艦長。二佐。3姉妹に新型機レグルス搭乗を命じる。
柴英二
声 - 江川央生
月面基地の司令。将補。3姉妹にZAXへの転属を命じる。
板橋和己
声 - 梁田清之
月面基地の補給旗艦ランドホースの艦長。直情的で実行力と決断力はあるが、戦略家には不向き。愛妻家。
鈴木孝之
声 - 森久保祥太郎
芦川優一
声 - 森久保祥太郎
VRSの陸戦隊に所属する戦車使い。ノリが軽い。

#### その他
葵月影
声 - 島田敏
三姉妹の父。葵財閥の会長であり、地球連邦軍のスポンサー。金星文明の宇宙船を南米で発掘し、修理作業に力を注ぐ。

### バスクキール帝国
モラレイ・オイスター
声 - 速水奨
バスクキール帝国皇帝。王妃フレイヤの弟。2000年前の戦争に執着し、生命維持装置により生き永らえ、太陽系制覇の野望を果たそうとしている。
ガイチ・カスバ
声 - 水谷優子
帝聖モラレイとバスクキール女王ラスクナの間に生まれた子。ザイの部下として強行機動艦隊ジャライアを率いる。金星の遺跡の制圧と、前線基地の設営が任務。
リダイア・ドゥイトナー
声 - 小西寛子
ガイチに忠実な副官。傭兵時代にガイチに助けられ、忠誠を誓う様になった。元情報士官だった為、情報通。
ティーニィー・キシン
声 - 平松晶子
ガイチ配下の女性士官。金星の遺跡の調査が任務。
ツルギ・ドッグレス
声 - 島田敏
ガイチ配下の巡洋艦イーストンにて情報部隊を率いる指揮官。大尉。金星に接近したZAXを迎撃する。
フレイア・マズナーク
声 - 折笠愛
金星文明エル・ドラルの王妃。
ミブ・ベレット
声 - 堀内賢雄
独立第一軍を率いる4元帥の一人。元帥の中では最年少。ザイから戦う事だけを教え込まれて生きてきた戦闘マシーン。
ギモス・フォルン
声 - 相沢正輝
第一軍の精鋭部隊である重機甲艦隊ゼイドックの指揮官。中将。月面基地攻撃に参加し、真の武人として戦いを挑む。
ステラ・グラス
声 - 折笠愛
第一軍所属。駆除艦ゾワイトンの女性指揮官。少将。初めて地球の防衛ラインを突破した人物。
ダイン・アンザス
声 - 相沢正輝
第一軍所属。大佐。プライドが高く、現実を直視しない。
ライザー・ハザード
声 - 折笠愛
女性士官。少尉。シミュレーション戦闘の成績は優秀だが、実戦経験が不足している。元々は第二軍に所属していたが、ミブの正体を暴く命令を受けて第一軍に転属。
ゲルーヌ・ヘレンズ
声 - 平松晶子
独立第二軍を率いる4元帥の一人。戦局を見る目に優れ、押し引きを熟知している。
シェード・レイル
声 - 岡野浩介
第二軍所属。中尉。
フォッカス・トリノ
声 - 梁田清之
独立第三軍を率いる4元帥の一人。白兵戦を得意としており、格闘術においては右に出る者がいない。ザイの情報を集めようとする。
ザイ・セミックス
声 - 置鮎龍太郎
独立第四軍を率いる4元帥の一人。出生についてプロテクトがされており、秘密が多い。戦績は非常に優秀。
ゲイブ・ルーマン
声 - 森川智之
モラレイに次ぐ権力の持ち主。総合指揮官として超巨大機動要塞ガスクに待機し、4元帥に直接指令を下す。

### その他
イクト・マズナーク
声 - 山口勝平
奈月の夢の中に姿を現す謎の青年。終盤で、その意外な正体が明らかにされる。

## 登場兵器
レグルス
最新鋭の汎用戦闘機。機動性と運動性が群を抜いており、ブースター無しでの大気圏離脱が可能。耐Gスーツの開発が間に合わず、現状は4機のプロトタイプが製作されたのみ。常人には乗りこなせない。
エンキュリー
海軍に配備された汎用艦上戦闘機。大気圏内専用の機体だが、汎用性が高く、攻撃機として多用されている。操縦性にも優れており、練習機としても用いられる。
バリオス
海兵隊に配備された汎用装甲車。対空能力の汎用性に富んでいるが、武装がバルカンのみと火力不足であり、ビーム砲を搭載すべく改装が進められている。
デルタライバー
可変アームドスーツ。市街地や不整地での高機動戦闘を想定して開発された。戦闘時には人型形態に、移動時はバイクに変形する。超小型ビーム砲を搭載。
シリウス
航空母艦。バスクキール帝国の侵略が想定される以前に製造された旧式艦であり、訓練生の練習艦として運用されている。3姉妹が所属するブルーマリンズの母艦。

## 主題歌
オープニングテーマ「Wind」
作詞 - 小山達也 / 作曲 - 古川崇 / 編曲 - 薬師寺琴音 / 歌 - 遠藤景子
エンディングテーマ「So.N.Na.Ki.Ga.Shi.Te」
作詞 - 宮川典子 / 作曲 - 古川崇 / 編曲 - HFfactory / 歌 - 遠藤景子

## 攻略本、関連書籍
- はるかぜ戦隊Vフォース Film Collection（勁文社 / ISBN 9784766927740）
- はるかぜ戦隊Vフォース　天翔ける白鳥（電撃文庫 / ISBN 9784073064145）JUKE 弘井 著